# ديفيد ثورنتون (ممثل)
ديفيد ثورنتون (بالإنجليزية: David Thornton)‏ هو ممثل أمريكي، ولد في 12 يونيو 1953 في تشيراو في الولايات المتحدة.

## أعمال

### أفلام
- (1997) وحيد في المنزل 3[5][6]
- (1998) دعوى مدنية[7]
- (2002) جون كيو[8]
- (2002) قاعدة المئة ميل
- (2004) دفتر الملاحظات[9]
- (2006) الكلب ألفا[10]
- (2009) ماي سيستر كيبر[11][12][13]
- (2014) المرأة الأخرى[14][15]

## وصلات خارجية
- ديفيد ثورنتون على موقع IMDb (الإنجليزية)
- ديفيد ثورنتون على موقع ميتاكريتيك (الإنجليزية)
- ديفيد ثورنتون على موقع روتن توميتوز (الإنجليزية)
- ديفيد ثورنتون على موقع ألو سيني (الفرنسية)
- ديفيد ثورنتون على موقع ميوزك برينز (الإنجليزية)
- ديفيد ثورنتون على موقع أول موفي (الإنجليزية)
- ديفيد ثورنتون على موقع قاعدة بيانات الأفلام السويدية (السويدية)
- ديفيد ثورنتون على موقع إن إن دي بي (الإنجليزية)
- ديفيد ثورنتون على موقع ديسكوغز (الإنجليزية)
- ديفيد ثورنتون على موقع قاعدة بيانات الفيلم (الإنجليزية)